# Brasilianische Formel-4-Meisterschaft
Die brasilianische Formel-4-Meisterschaft (offiziell Fórmula 4 Brasil Certificado pela FIA) ist eine Automobilrennserie nach dem FIA-Formel-4-Reglement in Brasilien. Die brasilianische Formel-4-Meisterschaft wurde erstmals im Jahr 2022 ausgetragen. 

## Geschichte

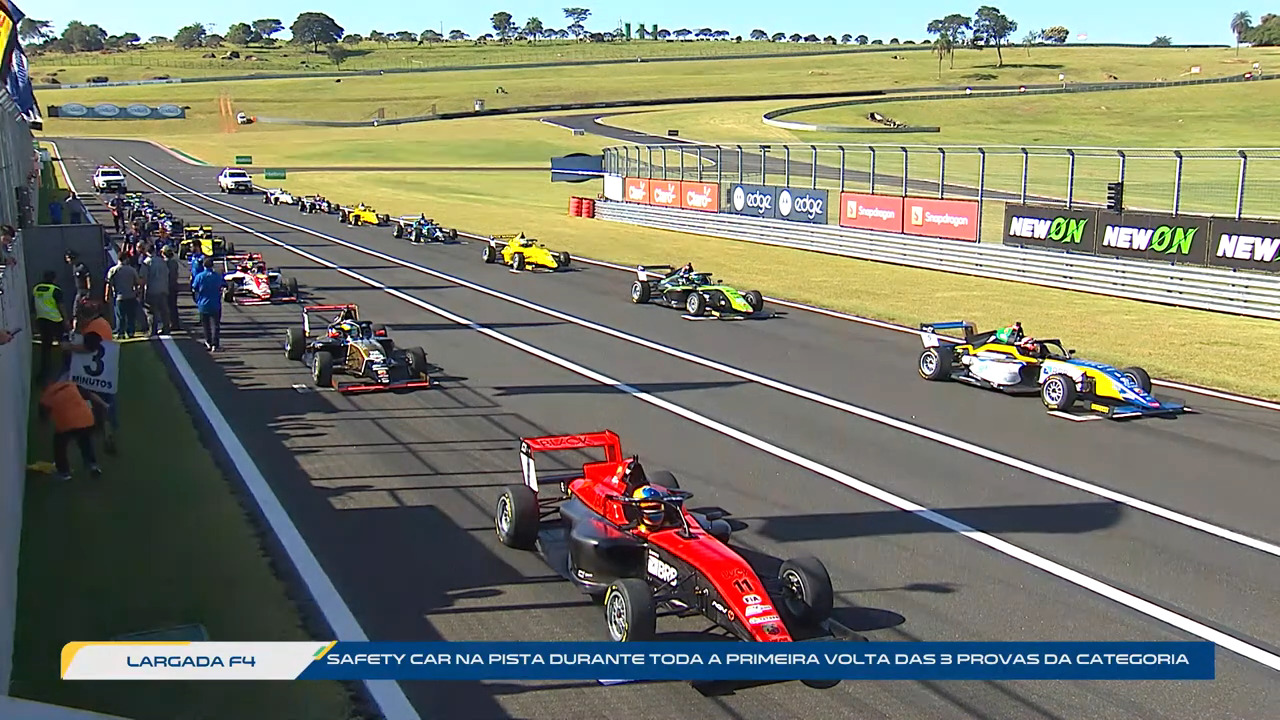
Premierenrennen der brasilianischen F4 auf dem Autódromo Velo Città im Mai 2022

Ursprünglich bereits für 2019 geplant wurde die brasilianische Formel-4-Meisterschaft 2022 erstmals durch den Veranstalter der brasilianischen Formel V ausgetragen. Sie gilt als inoffizielle Nachfolgerennserie der Fórmula Academy Sudamericana.

## Technik

### Chassis
In der brasilianischen Formel-4-Meisterschaft wird das Tatuus-Chassis F4 T-421 eingesetzt.

### Motor und Getriebe
Als Motor wurde ein Abarth 1,4-Liter-T-Jet-Motor eingesetzt.

### Reifen
Als Bereifung kamen Slicks von Pirelli zum Einsatz.

## Sportliches Reglement

### Punkteverteilung
Die Punktewertung orientiert sich am aktuellen Punktesystem der Formel 1. Somit erhalten die ersten zehn des Hauptrennens 25, 18, 15, 12, 10, 8, 6, 4, 2 bzw. 1 Punkt, für die Sprintrennen gibt es weniger Punkte. Es gibt einen Zusatzpunkt für die Pole-Position sowie zwei Punkte für die Pole-Position. 
| Punkteverteilung | Punkteverteilung | Punkteverteilung | Punkteverteilung | Punkteverteilung | Punkteverteilung | Punkteverteilung | Punkteverteilung | Punkteverteilung | Punkteverteilung | Punkteverteilung | Punkteverteilung | Punkteverteilung |
| ---------------- | ---------------- | ---------------- | ---------------- | ---------------- | ---------------- | ---------------- | ---------------- | ---------------- | ---------------- | ---------------- | ---------------- | ---------------- |
| Platz            | 1                | 2                | 3                | 4                | 5                | 6                | 7                | 8                | 9                | 10               | PP               | SR               |
| Hauptrennen      | 25               | 18               | 15               | 12               | 10               | 8                | 6                | 4                | 2                | 1                | 2                | 1                |
| Sprintrennen     | 15               | 12               | 10               | 8                | 6                | 4                | 2                | 1                | –                | –                | –                | 1                |

### Superlizenz-Punkte
Der Meister der Serie erhielt 12 Punkte für die Superlizenz, der Vizemeister 10, der Dritte 7 Punkte bis zum siebtplatzierten, welcher den letzten verfügbaren Punkt für die Superlizenz erhielt.
| Superlizenz-Verteilung | Superlizenz-Verteilung | Superlizenz-Verteilung | Superlizenz-Verteilung | Superlizenz-Verteilung | Superlizenz-Verteilung | Superlizenz-Verteilung | Superlizenz-Verteilung | Superlizenz-Verteilung | Superlizenz-Verteilung | Superlizenz-Verteilung |
| ---------------------- | ---------------------- | ---------------------- | ---------------------- | ---------------------- | ---------------------- | ---------------------- | ---------------------- | ---------------------- | ---------------------- | ---------------------- |
| Platz                  | 1                      | 2                      | 3                      | 4                      | 5                      | 6                      | 7                      | 8                      | 9                      | 10                     |
| Punkte                 | 12                     | 10                     | 7                      | 5                      | 3                      | 2                      | 1                      | 0                      | 0                      | 0                      |

## Bisherige Meister
| Saison | Meister          | Punkte | Zweiter            | Punkte | Dritter          | Punkte | Bestes Team      | Punkte | Rookie/Trophy      | Punkte            | Quelle |
| ------ | ---------------- | ------ | ------------------ | ------ | ---------------- | ------ | ---------------- | ------ | ------------------ | ----------------- | ------ |
| 2022   | Pedro Clerot     | 276    | Lucas Staico       | 213    | Vinícius Tessaro | 163    | Full Time Sports | 488    | Nicht ausgetragen  | Nicht ausgetragen | [ 2 ]  |
| 2023   | Vinícius Tessaro | 233    | Matheus Comparatto | 216    | Álvaro Cho       | 204    | Cavaleiro Sports | 492    | Matheus Comparatto | 355               | [ 3 ]  |